# Термінал ЗПГ Гуанабара
Термінал ЗПГ Гуанабара – інфраструктурний об’єкт для імпорту зрідженого природного газу (ЗПГ) до Бразилії.
У другій половині 2000-х для покриття дефіциту блакитного палива бразильська компанія Petrobras розпочала імпорт ЗПГ. При цьому ухвалили рішення на користь плавучих регазифікаційних терміналів, які потребують менше капітальних інвестицій та часу на створення. Одним з них став об’єкт в затоці Гуанабара, на березі якої знаходиться Ріо-де Жанейро. 
У затоці облаштували причал острівного типу, до якого з різних сторін одночасно можуть швартуватися два судна – плавуча установка зі зберігання та регазифікації (FSRU) і ЗПГ-танкер. Видача регазифікованого палива відбувається за допомогою перемички довжиною 15,5 км (в т.ч. 10 км офшорної частини), яка під’єднана до газового хабу в районі Дукі-ді-Кашіас, звідки ресурс може надходити до трубопроводів Gascab/Gasduc/Gasvol/Gasjap і Gasbel. Діаметр перемички становить 700 мм при максимальному робочому тиску у 9,8 МПа. Станом на осінь 2020-го максимальна добова пропускна здатність терміналу становила 20 млн м3, при цьому у жовтні провели успішне тестування рівня у 30 млн м3 на добу.
Першим судном, зафрахтованим для обслуговування терміналу, стала установка Golar Winter норвезької компанії Golar. Втім, ще до її прибуття в затоці Гуанабара прийняли перші партії ЗПГ. Для цього сюди тимчасово перейшла установка Golar Spirit, яка незадовго до того розпочала діяльність на іншому бразильському терміналі у Печемі. У березні 2009-го вона прийняла перший вантаж у Гунабарі від FSRU Excellence. У липні 2009-го до Ріо-де-Жанейро прибула Golar Winter, яка обслуговувала термінал наступні 3,5 роки. 
У 2012-му бразильці вирішили підсилити можливості терміналу Гуанабара та законтрактували для нього більш потужну установку FSRU Experience у компанії Excelerate Energy. Оскільки вона ще знаходилась на стадії спорудження, у грудні 2012-го до Ріо-де-Жанейро прибула інша установка тієї ж компанії FSRU Exquisite, яка замінила Golar Winter та обслуговувала термінал до травня 2014-го, коли до роботи змогла стати FSRU Experience.
За кілька років на півдні Бразилії почало випадати більше дощів, що означало додаткову виробітку ГЕС з одночасним зменшенням потреби у імпорті ЗПГ. Як наслідок, у червні 2016-го FSRU Experience відправили з Гуанабари до Печему, тоді як Golar Spirit перевели в район Ріо-де-Жарнейро.
У червні 2017-го термінал у Гуанабарі законсервували із достроковим розірванням фрахту на Golar Spirit. Втім, його інфраструктуру не лише не демонтували, але, як зазначено вище, навіть провели роботи зі збільшення максимальної пропускної здатності. У жовтні 2020-го сюди повернулась FSRU Experience.